# Conversion des groupes sanguins
Une expérimentation, publiée en 2007, a permis de mettre au point un traitement enzymatique du sang permettant de transformer des hématies de groupe sanguin A, B ou AB en hématies de groupe O (groupe dit « donneur universel », notion valable uniquement dans le système ABO, pour la transfusion des globules rouges). Il semble que le groupe A1, dont l'ensemble des chaînes H est saturé en N-acétylgalactosamine (substance A), est beaucoup plus difficile à traiter que le groupe A2 où deux types de chaînes H (type 3H et type 4H) ne peuvent être saturée par la N-acétylgalactosamine transférase de type A2. Les enzymes utilisées d'origine bactérienne, galactosidase et N-acétylgalactosaminidase, agissent en 1 heure, et ôtent les épitopes caractéristiques des groupes A (N-acétylgalactosamine) et B (galactose) de la surface du globule. Il faut ensuite « laver » les globules pour ôter ces enzymes, et remettre ces globules en suspension dans une solution de conservation (SAG Man ?). Quelle sera alors la durée de conservation des hématies ainsi traitées ? Actuellement des globules décongelés doivent être utilisés dans les 24 heures, ou dans les 7 jours en cas de préparation en système clos avec adjonction d'une solution de conservation, plus à cause des risques de contamination bactérienne que d'une fragilité guère évaluée par rapport à la conservation actuelle de six semaines pour des hématies non traitées.

## Médecine transfusionnelle
Ce traitement,,, qui demande donc un certain temps, appliqué sur une petite proportion de A ou de B, devrait permettre d'adapter les stocks aux besoins. Petite proportion, car, dans une population, la proportion des différents groupes est la même chez les malades et les donneurs. Les donneurs de groupe AB (groupe universel pour la transfusion de plasma) étant simplement orientés vers des dons de plasma, plasma dont les besoins sont également importants.
Ce traitement, s'il est généralisé à tous les prélèvements, évitera évidemment les accidents ABO. Mais à quel coût, pour combien d'accidents évités ? Le problème est différent pour la médecine militaire ou de catastrophe où seuls des globules O doivent en urgence être à disposition, pour pouvoir transfuser sans détermination de groupe sanguin. Et hors ce cas extrême, doit-on continuer à tenir compte des groupes Rhésus et Kell, ou même simplement de l'antigène Rhésus D -RH1 ? Car si le groupe Rhésus peut être déterminé, pourquoi pas le groupe ABO simultanément ?
Ce n'est donc que dans quelques années que cette technique pourra être appliquée à grande échelle. Elle commencera sans doute par être appliquée à des groupes rares (RH 32,-46 dans le RH, ou U- dans le MNS, Vel ou Cellano négatifs...) dans les autres systèmes, afin de pouvoir transfuser les rares unités compatibles issues de donneurs A, B, ou AB (conservées congelées), à tous ces receveurs exceptionnels quel que soit leur groupe ABO.

## Intérêt au laboratoire
Comme réactifs au laboratoire, ces enzymes permettront, dans des cas très particuliers, de rechercher et d'identifier des anticorps irréguliers vis-à-vis d'antigènes privés ou  d'antigènes publics. On pourra constituer ou compléter des panels d'hématies dépourvues d'antigènes A ou B et soit possédant un antigène privé (MNS 9, ou RH 32 par exemple), soit dépourvues d'un antigène public (Vel, Lub ou RH 46 par exemple).
De même, pour la recherche d'une incompatibilité fœto-maternelle, il sera possible de tester le sérum de la mère vis-à-vis des globules du père, indépendamment du groupe ABO de ce dernier, connu comme porteur d'un antigène privé. Ce traitement enzymatique évitera d'avoir à absorber les anti-A ou anti-B du sérum de la mère (selon son groupe ABO), au risque de diluer l'anticorps recherché, ou d'éluer, et éventuellement absorber, l'anticorps des globules de l'enfant, technique applicable pour un diagnostic post-natal, et non pour une surveillance anté-natale.

## Sources
- « Du sang de groupe O pour tous ? » sur le site du CNRS, 2007
- Décision du 20 octobre 2010 fixant la liste et les caractéristiques des produits sanguins labiles. JORF du 28 11 2010.